# آنگراپا
آنگراپا رودی است که از دریاچه مامری سرچشمه می‌گیرد و به رود پرگولیا می‌ریزد. این رود از کشورهای روسیه و لهستان می‌گذرد. این رود ۱۷۲ کیلومتر طول دارد و مساحت حوضه آن ۳٬۶۳۹ کیلومتر مربع است. شهرهای اوزیرسک و چرنیاخوفسک در حاشیه این رود قرار گرفته‌اند.